# Lungești, Galați
Lungești este un sat în comuna Bălăbănești din județul Galați, Moldova, România.
Începând cu 27.06.2011, în satul Lungești a fost înființată o haltă pentru trenurile ce circulă pe ruta Galați - Bârlad 